# Marocco ai Giochi della XXV Olimpiade
Il Marocco partecipò ai Giochi della XXV Olimpiade, svoltisi a Barcellona, Spagna, dal 25 luglio al 9 agosto 1992, con una delegazione di 44 atleti impegnati in sette discipline.

## Medaglie
| Medaglia | Atleta          | Sport            | Evento           |
| -------- | --------------- | ---------------- | ---------------- |
| Oro      | Khalid Skah     | Atletica leggera | 10000 m maschili |
| Argento  | Rachid El Basir | Atletica leggera | 1500 m maschili  |
| Bronzo   | Mohammed Achik  | Pugilato         | Pesi gallo       |